# 多諾赫城堡

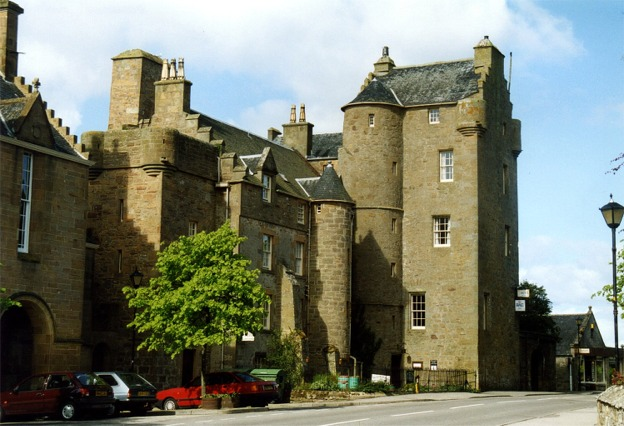

多諾赫城堡（Dornoch Castle）是英國蘇格蘭城鎮多諾赫的一座城堡，位於多諾赫大教堂對面。在2021年時，這座城堡作為一座酒店使用，共有24個房間。

## 外部連結
- Dornoch Castle Hotel （页面存档备份，存于）

57°52′49″N 4°01′42″W / 57.88028°N 4.02833°W